# Évolution territoriale du Royaume-Uni
Cet article retrace la chronologie de l'évolution territoriale du Royaume-Uni de Grande-Bretagne et d'Irlande du Nord.

## Au Moyen Âge
- 927 : Unification de l'Angleterre.
- 1066 : Guillaume de Normandie conquiert le royaume d'Angleterre, liant ainsi le royaume d'Angleterre et le duché de Normandie.
- 1092 : Guillaume II le Roux s'empare du Cumberland et du nord du Westmorland.
- 19 décembre 1154 : Henri Plantagenêt monte sur le trône d'Angleterre. Il y adjoint les duchés de Normandie et de Guyenne ainsi que les comtés d'Anjou, du Maine, de Poitiers et d'Auvergne.
- 1171 : Henri II Plantagenêt se fait reconnaître suzerain de l'Irlande.
- 22 mai 1200 : Traité du Goulet signé entre la France et l'Angleterre. Jean sans Terre cède le comté d'Évreux au roi de France ainsi que les seigneuries d'Issoudun et de Châteauroux en dot à sa fille Blanche de Castille qui devra épouser Louis de France.
- 1204 : Philippe Auguste conquiert le duché de Normandie ainsi que les comtés du Maine, d'Anjou, de Touraine, de Poitiers, de Saintonge et d'Angoulême.
- 4 décembre 1259 : Traité de Paris signé entre Louis IX et Henri III d'Angleterre. La France restitue à l'Angleterre les comtés d'Agen, de Périgord et du Limousin en échange de la reconnaissance de l'hommage-lige par le roi d'Angleterre vis-à-vis du roi de France.
- 1278 : À la mort de Jeanne de Dammartin, le comté de Ponthieu échoit à Édouard Ier, qui avait épousé l'héritière du comté, Éléonore de Castille.
- 1284 : Édouard Ier achève la conquête du Pays de Galles.
- 1336 : Philippe VI confisque le comté de Ponthieu à Édouard III.
- 17 mars 1328 : Traité de Northampton signé entre l'Écosse et l'Angleterre. Édouard III reconnaît l'indépendance du royaume d'Écosse.
- 1347 : Édouard III conquiert la ville de Calais.
- 1360 : Traité de Brétigny signé entre Édouard III d'Angleterre et Jean II le Bon. La France cède à l'Angleterre les comtés de Ponthieu, de Poitou, de Saintonge, d'Angoulême, de Quercy, de Rouergue et d'Armagnac.
- 1369 : Les Français reconquièrent le comté de Ponthieu, l'Agenais et le Périgord.
- 1370 : Les Français reconquièrent le Limousin, le Quercy et l'Armagnac.
- 1371 : Les Français reconquièrent le Rouergue.
- 1373 : Les Français reconquièrent les comtés de Poitou et d'Angoulême.
- 1375 : Les Français reconquièrent le comté de Saintonge.

## À l'époque moderne: la naissance d'un Empire
- 1583 : Les Anglais entament la colonisation de Terre-Neuve.
- 1536 : Acte d'Union des royaumes d'Angleterre et de Pays de Galles.
- 2 avril 1559 : Traité de Cateau-Cambrésis signé entre la France et l'Angleterre. Cette dernière cède Calais contre 500000 écus.
- 1603 : À la mort d'Élisabeth Ire, Jacques VI d'Écosse devient également roi d'Angleterre. Le Stuart réunit ainsi personnellement les deux couronnes d'Angleterre et d'Écosse.
- 1607 : Les Anglais entament la colonisation de la Virginie.
- 1612 :
  - La Compagnie des Indes orientales fonde Surat dans le Gujarat.
  - La Virginia Company prend possession des îles Bermudes.
- 1620 : Fondation de la colonie de Plymouth en Amérique par des puritains britanniques.
- 1623 : Les Anglais entament la colonisation de l'île Saint-Christophe.
- 1625 : Les Français concurrencent les Anglais sur l'île Saint-Christophe.
- 11 mai 1625 : Les Anglais prennent possession de la Barbade.
- 1628 : Les Anglais entament la colonisation de l'île de Barbuda.
- 22 juillet 1628 : Les Britanniques entament la colonisation de Niévès.
- 1629 : Fondation de la colonie puritain du New Hampshire.
- 1632 : Fondation de la colonie du Maryland.
- 1632 : Les Anglais entament la colonisation d'Antigua et de Montserrat.
- 1639 : Fondation du comptoir de Madras par la BEIC.
- 1644 : Fondation de la colonie de Rhode Island par des dissidents puritains.
- 1648 : Implantation britannique aux Bahamas.
- 1650 : Les Britanniques entament la colonisation d'Anguilla.
- 1655 : Les Britanniques s'emparent de la Jamaïque.
- 1659 : La Compagnie des Indes orientales prend possession de l'île Sainte-Hélène.
- 1661 : Le Portugal offre Bombay au Royaume-Uni comme faisant partie de la dot de Catherine de Bragance mariée à Charles II d'Angleterre.
- 1662 : Fondation de la colonie du Connecticut par des puritains.
- 1662 : Implantation de colons anglais à Belize.
- 1663 : Fondation de la colonie de Caroline.
- 1667, 31 juillet : Traité de Breda signé entre la Grande-Bretagne et les Provinces-Unies. Ces dernières se voient reconnaître la possession du Surinam et des Moluques mais cèdent à la Grande-Bretagne les colonies américaines de la Nouvelle-Néerlande et la Nouvelle-Suède.
- 1668 : Le royaume de la côte des Mosquitos se placent sous le protectorat de la Grande-Bretagne.
- 2 mai 1670 : Charles II d'Angleterre concède le monopole du commerce à la Compagnie de la baie d'Hudson pour toutes les terres situées autour de la baie d'Hudson, formant un territoire connu sous le nom de Terre de Rupert.
- 18 juillet 1670 : Traité de Madrid signé entre la Grande-Bretagne et l'Espagne. Cette dernière reconnaît à la Grande-Bretagne la possession des Bahamas et de la Jamaïque. La frontière entre la Floride et la Caroline est fixé sur le 38° de latitude Nord.
- 1681 : Fondation de la colonie de Pennsylvanie.
- 1684 : La Couronne britannique prend possession des Bermudes.
- 13 février 1689 : Guillaume d'Orange-Nassau, stathouder des Provinces-Unies, est proclamé roi de Grande-Bretagne. Il unit ainsi personnellement la Grande-Bretagne et les Provinces-Unies.
- 1690 : Fondation de Calcutta par la Compagnie des Indes orientales.

## AuXVIIIesiècle: la concurrence franco-britannique
- 1702, 8 mars: À la mort de Guillaume III d'Orange, les Provinces-Unies et la Grande-Bretagne se séparent.
- 1707 : Acte d'Union des royaumes d'Angleterre, du pays de Galles et d'Écosse.
- 1713, 21 avril : Traité d'Utrecht signé entre la Grande-Bretagne et la France. La Grande-Bretagne obtient de l'Espagne Gibraltar et l'île de Minorque.  La France reconnaît à la Grande-Bretagne la possession de l'île Saint-Christophe et cède la partie continentale de l'Acadie que les Britanniques renomment Nouvelle-Écosse.
- 1732 : Fondation de la colonie de Géorgie.
- 1763 : 10 février : Traité de Paris signé entre la Grande-Bretagne et la France. Cette dernière cède l'Île Royale, la Nouvelle-France et le Labrador à la Grande-Bretagne.
- 1774 : Le Labrador est cédé à la province de Québec.
- 4 juillet 1776 : Proclamation d'indépendance des Treize colonies américaines.
- 3 septembre 1783 : Traité de Paris signé entre les États-Unis et la Grande-Bretagne. Cette dernière reconnaît l'indépendance des États-Unis.
- 3 septembre 1783 : Traité de Versailles signé entre la France, l'Espagne et la Grande-Bretagne. Cette dernière restitue l'île de Minorque et la Floride à l'Espagne ; les comptoirs indiens de Mahé, Karikal, Pondichéry, Yanaon et Chandernagor, l'île de Gorée et quelques îles des Antilles à la France.
- 1784 : Le Nouveau-Brunswick et l'île du Cap-Breton sont détachés de la province de Nouvelle-Écosse.
- 1787 :
  - Les Bahamas deviennent colonies de la Couronne.
  - Acquisition de la côte du Sierra Leone par une société antiesclavagiste britannique.

## Le Royaume-Uni domine le monde
- 1791 : Acte constitutionnel divisant le Québec en deux régions : le Bas-Canada et le Haut-Canada.
- 1795
  - 2 août : Occupation de Ceylan par les Britanniques.
  - 18 septembre : Occupation de la colonie néerlandaise du Cap.
- 1796 :
  - 22 avril : Les Britanniques occupent les établissements néerlandais de Berbice, Démérara et Essequibo.
  - 27 mai : Occupation de l'île de Sainte-Lucie.
- 1799, 20 août : L'armée britannique occupe la Guyane néerlandaise.
- 1800, 1er janvier : Acte d'Union du Royaume-Uni de Grande-Bretagne et d'Irlande.
- 1802, 27 mars : Paix d'Amiens concluent entre la France et le Royaume-Uni. Ce dernier rend les établissements néerlandais de Berbice, Démérara et Essequibo ainsi que la colonie du Cap à la République batave mais se voit confirmer la possession de Ceylan. La France se voit restituer l'île de Sainte-Lucie.
- 21 juin 1803 : Les Britanniques occupent l'île de Sainte-Lucie.
- 20 septembre 1803 : Les Britanniques s'emparent des établissements néerlandais de Berbice, Démérara et Essequibo.
- 1806, 10 janvier : Les Britanniques occupent pour la seconde fois la colonie néerlandaise du Cap.
- 1808 : Le Sierra Leone devient colonie de la Couronne.
- 1810, 9 juillet : Occupation de l'île de La Réunion par les Britanniques.
- 1811, 18 septembre : Occupation des Indes néerlandaises par les Britanniques.
- 1814 :
  - 30 mai : Traité de Paris signé entre la France et ses vainqueurs. La France reconnaît au Royaume-Uni la possession de Sainte-Lucie mais le Royaume-Uni rend La Réunion.
  - 13 août : Traité de Londres signé entre le Royaume-Uni et les Pays-Bas. Ces derniers cèdent leurs établissements de Berbice, Démérara et Essequibo mais se voient reconnaître la possession du Suriname. Ils cèdent également la colonie du Cap.
- 1816, 23 août : Fondation de la ville de Banthurst qui devient une colonie britannique.
- 1819 : L'île du Cap-Breton revient à la province de Nouvelle-Écosse.
- 1821, 17 octobre: La Côte de l'Or devient colonie britannique.
- 1831, 21 juillet : Les établissements de Berbice, Démérara et Essequibo forment désormais la colonie de Guyane britannique.
- 1840 : Acte d'union par lequel le Bas-Canada et le Haut-Canada sont unifiés en une seule province.
- 1849 : Autonomie des provinces de Québec et de Nouvelle-Écosse.
- 1855 : Autonomie de la province de Terre-Neuve.
- 28 janvier 1860 : Traité de Managua signé entre le Nicaragua et le Royaume-Uni. Celui-ci abandonne ses droits sur la côte des Mosquitos.

1861
- 5 août : Le Royaume-Uni annexe la région de Lagos.

1862
- Le Belize est érigé en colonie de la Couronne sous le nom de Honduras britannique.

1867
- 1er juillet : Création et indépendance du Canada à la suite de l'Acte de l'Amérique du Nord britannique.

1870
- 15 juillet : Le gouvernement britannique cède la Terre de Rupert et le Territoire du Nord-Ouest au Canada.

1874
- 24 juillet : La Côte-de-l'Or devient colonie de la Couronne britannique.

1880
- Le gouvernement britannique cède les îles arctiques de l'Amérique du Nord au Canada.

1894
- L'arrière-pays de Banthurst devient protectorat britannique.

1896
- L'arrière-pays de Freetown devient protectorat britannique.

1901
- 1er janvier : Indépendance de l'Australie.
- 26 septembre : L'ensemble de la Gold Coast devient colonie de la Couronne après l'annexion du pays des Ashanti.

1907
- 26 septembre : Indépendance de la Nouvelle-Zélande.
- Indépendance de Terre-Neuve.

1910
- 31 mai : Création et indépendance de l'Afrique du Sud.

## Le déclin de l'Empire
1922
- 6 décembre : Indépendance de l'Irlande à la suite du traité anglo-irlandais.

1927
- Terre-Neuve s'agrandit de la côte nord-est du Labrador.

1931
- 11 décembre : Statut de Westminster reconnaissant la souveraineté totale des dominions.

1947
- 15 aout : Indépendance de l'Inde et du Pakistan.

1948
- 4 février : Indépendance du Sri Lanka sous le nom de Ceylan.

1949
- 18 avril : L'Irlande quitte le Commonwealth.
- 31 mars : Le Royaume-Uni cède la province de Terre-Neuve et du Labrador au Canada.

1957
- 6 mars : Indépendance de la Gold Coast qui prend le nom de Ghana.

1958
- 3 janvier : Création de la Fédération des Indes occidentales regroupant la Jamaïque, les îles d'Anguilla, Saint-Christophe et Niévès.

1961
- 27 avril : Indépendance du Sierra Leone.

1962
- 31 mai : Dissolution de la Fédération des Indes occidentales.
- 6 août : Indépendance de la Jamaïque.

1964
- Les Bahamas acquièrent leur autonomie interne.

1965
- 18 février : Indépendance de la Gambie.

1966
- 26 mai : Indépendance de la Guyane-Britannique sous le nom de Guyana.
- 30 novembre : Indépendance de la Barbade.

1968
- Les Bermudes acquièrent leur autonomie interne.

1973
- 10 juillet : Indépendance des Bahamas dans le cadre du Commonwealth.

1976
- 10 février : Autonomie d'Anguilla.

1981
- septembre : Indépendance du Belize.
- 1er novembre : Indépendance d'Antigua-et-Barbuda.

1983
- 19 septembre : Indépendance de la Fédération de Saint-Christophe-et-Niévès.

1997
- 30 juin : Rétrocession de Hong Kong à la Chine, marquant la fin de l'Empire.